# Округ Ири (Њујорк)
Округ Ири (енгл. Erie County) је округ у америчкој савезној држави Њујорк. По попису из 2010. године број становника је 919.040.

## Демографија
Према попису становништва из 2010. у округу је живело 919.040 становника, што је 31.225 (3,3%) становника мање него 2000. године.
| Група             | 2000.           | 2010.           |
| Белци             | 767.476 (80,8%) | 714.156 (77,7%) |
| Афроамериканци    | 123.529 (13,0%) | 123.931 (13,5%) |
| Азијати           | 13.835 (1,5%)   | 23.789 (2,6%)   |
| Хиспаноамериканци | 31.054 (3,3%)   | 41.731 (4,5%)   |
| Укупно            | 950.265         | 919.040         |